# Nguyễn Huy Tự
Nguyễn Huy Tự (阮輝嗣, 1743-1790): còn có tên là Yên, tự Hữu Chi, hiệu Uẩn Trai; là danh sĩ và là quan nhà Lê trung hưng trong lịch sử Việt Nam.

## Tiểu sử
Nguyễn Huy Tự sinh tháng 7 năm Quý Hợi (tháng 8 năm 1743) trong một gia đình khoa bảng nổi tiếng ở làng Trường Lưu, xã Lai Thạch, tổng Lai Thạch, huyện La Sơn, phủ Đức Quang, trấn Nghệ An (nay là xã Trường Lộc, huyện Can Lộc, tỉnh Hà Tĩnh).
Ông là con trai trưởng của danh sĩ Thám Hoa Nguyễn Huy Oánh, và là con rể của Tiến sĩ Nguyễn Khản (anh Nguyễn Du) ở xã Tiên Điền, huyện Nghi Xuân, Hà Tĩnh.
Năm 17 tuổi, Nguyễn Huy Tự đỗ thứ 5 kỳ thi Hương tại trường Nghệ An. Buổi đầu, ông được bổ chức Thị nội văn chức tùy giảng ở phủ Lượng vương (phủ của Trịnh Sâm khi còn là thế tử). Ít lâu sau, đổi ông làm Binh phiên câu kê (một chức quan thanh tra) ở phủ chúa Trịnh Doanh.
Năm 1767, ông nhậm chức Hồng lô tự thừa. Năm sau (1768), cử ông làm Tri phủ Quốc Oai.
Năm 1770, ông thi Hội trúng Tam trường, được bổ làm Hiến sát phó sứ xứ Sơn Nam.
Năm 1774, Nguyễn Huy Tự xin cải bổ sang võ ban, được cử làm Quản binh. Năm 1778, thăng ông làm Trấn thủ Hưng Hóa, trực tiếp giữ đồn Bách Lẫm.
Năm 1779, ông được đặc cách làm Tiến triều ứng vụ, tiếp đó là Hiệp lý lương hướng Sơn-Hưng-Tuyên, rồi Đốc đồng Hưng Hóa. Ở đây, ông cùng với cha vợ là Nguyễn Khản, và chú vợ là Nguyễn Điều đánh dẹp được cuộc nổi dậy của Hoàng Văn Đồng ở vùng mỏ Tụ Long. Vì có quân công, ông được Tổng đốc Quảng Tây (nhà Thanh) tặng 4 chữ "Võ khố hùng lược".
Năm 1781, ông được phái làm Khâm sai Giám đằng kiêm ấn quyển ở khoa thi Hội. Năm 1782, đổi ông làm Thanh hình hiến sát sứ Sơn Tây, rồi Đốc đồng Sơn Tây, Hàn lâm viện hiệu lý, tước Uẩn Đình hầu. Cũng trong năm này, ở kinh đô Thăng Long có loạn kiêu binh. Vương triều và đất nước cùng lâm vào cảnh rối ren, loạn lạc. Nhân có tang mẹ, Nguyễn Huy Tự xin về chịu tang (1784) và ở hẳn ở nhà không ra làm quan nữa. Về lại Trường Lưu, ông giúp cha (Nguyễn Huy Oánh) chăm lo cho Phúc Giang thư viện.
Năm 1790, ông được vua Quang Trung triệu tới Phú Xuân. Ông nhận lời làm Hữu thị lang cho nhà Tây Sơn. Nhưng liền sau đó, ông mắc trọng bệnh và mất ngày 27 tháng 7 năm 1790 tại Phú Xuân, lúc 47 tuổi, thụy là Thông Mẫn.
Tác phẩm của Nguyễn Huy Tự có truyện thơ Hoa tiên (còn có tên là Hoa tiên ký) bằng chữ Nôm, được viết vào khoảng giữa thế kỷ 18.

## Vợ, con
Nguyễn Huy Tự cưới Nguyễn Thị Bành (1750 - 1773), con gái của Nguyễn Khản làm vợ. Năm 1773, vợ mất. Sau đó, ông tục huyền cùng em gái vợ là Nguyễn Thị Đài (1752 - 1819), được 9 trai, 4 gái.
Một số người con như Nguyễn Huy Phó, Nguyễn Huy Vinh và Nguyễn Huy Hổ đều tiếp nối truyền thống tốt đẹp của gia đình và đều là những văn nhân có tiếng, trong số đó có người con trai út là Nguyễn Huy Hổ (1783 - 1841), là người tinh thông thiên văn, y học, lý số, giỏi sáng tác văn chương, và là tác giả tập thơ Nôm Mai đình mộng ký viết năm 1809.

## Sách tham khảo
- Nguyễn Thạch Giang, Văn học thế kỷ 18. Nhà xuất bản Khoa học Xã hội, Hà Nội, 2004.
- Lại Văn Hùng, mục từ "Nguyễn Huy Tự" trong Từ điển văn học (bộ mới). Nhà xuất bản Thế giới, 2004.